# Carpathonesticus zaitzevi
Carpathonesticus zaitzevi är en spindelart som först beskrevs av Dmitry Evstratievich Kharitonov 1939.  Carpathonesticus zaitzevi ingår i släktet Carpathonesticus och familjen grottspindlar. Inga underarter finns listade.